# Horseshoe Bend (Idaho)
Horseshoe Bend é uma cidade localizada no estado americano de Idaho, no Condado de Boise.

## Demografia
Segundo o censo americano de 2000, a sua população era de 770 habitantes.
Em 2006, foi estimada uma população de 824, um aumento de 54 (7.0%).

## Geografia
De acordo com o United States Census Bureau tem uma área de
1,6 km², dos quais 1,6 km² cobertos por terra e 0,0 km² cobertos por água. Horseshoe Bend localiza-se a aproximadamente 818 m acima do nível do mar.

## Localidades na vizinhança
O diagrama seguinte representa as localidades num raio de 32 km ao redor de Horseshoe Bend.